# Уолмисли, Томас Этвуд
Томас Этвуд Уолмисли (англ. Thomas Attwood Walmisley; 21 января 1814, Лондон — 17 января 1856, Гастингс) — английский композитор и органист.
Учился музыке у своего отца Томаса Форбса Уолмисли и своего крёстного отца Томаса Этвуда. С 16 лет служил органистом в Церкви Иоанна Крестителя в Кройдоне. С 1833 года органист Тринити-колледжа Кембриджского университета, одновременно работал как органист с хором Колледжа Святого Иоанна. Параллельно с работой получил в Колледже Иисуса степень сперва бакалавра (1834), а потом магистра искусств (1836). В 1836 году занял место профессора музыки Кембриджского университета и оставался здесь до конца жизни. В 1848 году получил докторскую степень. Музыкальный словарь Римана сообщает, что лекции Уолмисли по истории музыки, иллюстрируемые примерами на фортепиано в его собственном исполнении, пользовались большой популярностью.
Уолмисли принадлежит ряд хоровых и органных сочинений церковного характера, многие из которых продолжают использоваться в англиканской богослужебной практике; их собрание было издано в 1857 году, после смерти музыканта, под редакцией его отца. Ряд произведений написан им для официальных университетских торжеств — в частности, «Ода на введение его королевского высочества принца Альберта в должность канцлера Кембриджского университета» (1847, на текст, специально для этого сочинённый Уильямом Вордсвортом).